# 愛沙尼亞航海博物館
愛沙尼亞航海博物館是位於愛沙尼亞首都塔林舊城的一座博物館，展示一些一些船舶收藏品及愛沙尼亞航海的歷史。航海博物館還有兩座分館。博物館收藏有在二戰中實際使用過的軍艦。該博物館是愛沙尼亞最大的博物館之一，也是該國最受歡迎的博物館。

## 瑪格麗特堡壘
瑪格麗特堡壘建於16世紀初（1511年至1530年）中世紀城門系統重建期間。過去是塔林城市防禦工事的最大部分，該建築直徑為25公尺，高 2公尺，厚達5公尺。除了作為防禦城鎮港口潛在入侵者的防禦外，它的建造也是為了給通過海路抵達塔林的外國人留下深刻的印象，該建築目前是海事博物館的總部。

## 外部連結
- 维基共享资源上的相關多媒體資源：愛沙尼亞航海博物館
- Estonian Maritime Museum （页面存档备份，存于）

59°26′33″N 24°44′59″E / 59.4425906°N 24.7496438°E